# Michael Strempel (Fußballspieler)
Michael Strempel (* 9. März 1944 in Drasdo; † 1. März 2018) war ein deutscher Fußballspieler. In der höchsten Spielklasse des DDR-Fußballs, der Oberliga, spielte er für die BSG Wismut Gera und den FC Carl Zeiss Jena. Strempel bestritt 15 Spiele in der DDR-A-Nationalelf.

## Sportliche Laufbahn
Die Betriebssportgemeinschaft (BSG) Lokomotive in der Lausitz-Stadt Uebigau war Strempels erste Station seiner Fußball-Laufbahn. Im höherklassigen Männerbereich debütierte der Verteidiger in der Saison 1962/63 beim Oberligisten SC Aktivist Brieske-Senftenberg. Dort wurde der 1,79 m große Nachwuchsspieler für vier Spiele in der Rückrunde als Verteidiger eingesetzt. Am Ende der Saison mussten die Briesker nach 13-jähriger Zugehörigkeit zur DDR-Oberliga absteigen. Gleichzeitig wurde die Fußballsektion aus dem Sportclub Aktivist ausgegliedert und dem neu gegründeten Sportclub Cottbus angeschlossen.
In den folgenden drei Jahren spielte Strempel für den SC Cottbus in der zweitklassigen DDR-Liga und wurde meist als rechter Verteidiger eingesetzt. Obwohl erst Anfang 20, wurde er sofort zum Stammspieler. In den Spielzeiten 1963/64 und 1964/65 wurde er insgesamt in 37 Punktspielen eingesetzt. Zu Beginn der Saison 1965/66 bestritt Strempel alle der ersten acht Punktspiele. Im 8. Punktspiel am 17. Oktober 1965 wurde Strempel im Lokalderby gegen Vorwärts Cottbus wegen Schiedsrichterbeleidigung vom Platz gestellt. Der DDR-Fußballverband wertete dies als ein so schwerwiegendes Vergehen, dass Strempel für sechs Punktspiele bis zum Ende des Jahres gesperrt wurde. Kurz vor Ablauf seiner Sperre meldete er sich beim SC Cottbus ab und wechselte zum DDR-Ligisten Wismut Gera, der sich nach Abschluss der Hinrunde gute Chancen für den Aufstieg in die Oberliga ausrechnete.
Am 13. März 1966 stand Strempel erstmals für die Wismut-Elf in einem Punktspiel auf dem Rasen. Bis zum Ende der Saison absolvierte er zehn Spiele zumeist als Innenverteidiger und erreichte wie erhofft mit seiner Mannschaft den Oberligaaufstieg. Gera hatte allerdings nicht das Potential, sich in der Erstklassigkeit zu halten. Am Ende der Saison 1966/67 musste die Mannschaft nach nur vier Siegen in 26 Punktspielen abgeschlagen als Tabellen-Letzter wieder absteigen. Strempel hatte in 19 Punktspielen mitgewirkt und dabei solide Leistungen gezeigt, die den benachbarten Fußballschwerpunkt FC Carl Zeiss Jena veranlassten, ihn für die nächste Saison in ihr Aufgebot mit aufzunehmen.
In Jena gelang es Strempel endlich, seine Fähigkeiten voll zur Entfaltung zu bringen. Bereits nach einem Jahr konnte er die Saison 1967/68 mit dem Gewinn der Meisterschaft abschließen. An diesem Erfolg war er mit 25 von 26 Punktspielen maßgeblich beteiligt, als Innenverteidiger erzielte er zudem noch drei Tore. Fast hätte es noch zum Double gereicht, doch im Endspiel um den DDR-Fußballpokal verlor Jena mit 1:2 gegen den 1. FC Union Berlin. Auch hier war Strempel als Innenverteidiger dabei. Weitere Erfolge hielt das Jahr 1970 bereit. Bereits drei Spieltage vor Ende der Saison 1969/70, am 9. Mai stand der FC Carl Zeiss Jena erneut als Meister fest. Strempel hatte bisher an allen Punktspielen teilgenommen, am Ende der Spielzeit kam er auf die volle Zahl von 26. Eine Woche später, am 16. Mai 1970, wurde Strempel zu seinem ersten Länderspieleinsatz berufen. Im Spiel gegen Polen (1:1) übernahm er in der Innenverteidigung die Position des zurückgetretenen Klaus Urbanczyk. Die Berufung des bereits 26-jährigen Strempels stellte einen Sonderfall in der Nationalmannschaft dar, denn er gehörte zu den wenigen Spielern, die berufen wurden, ohne vorher in einer Nachwuchs- oder in der B-Nationalmannschaft gespielt zu haben. Seine Länderspielkarriere dauerte zwar nur 18 Monate, doch kam er in dieser Zeit auf insgesamt 15 Einsätze. In der Begegnung DDR -Polen am 6. September 1970 (5:0) schoss er sein einziges Länderspieltor. Am 16. Oktober 1971 stand er im Qualifikationsspiel zur Europameisterschaft gegen Jugoslawien (0:0) zum letzten Mal in der Nationalmannschaft. Zwischen dem 1. Mai und dem 17. November 1971 bestritt Strempel drei Qualifikationsspiele mit der Fußballolympiaauswahl der DDR, war aber beim Endrundenturnier 1972 in München nicht dabei.
1972 gewann der FC Carl Zeiss Jena den DDR-Fußballpokal, doch im Endspiel (2:1 gegen Dynamo Dresden) fehlte Strempel ebenfalls. Sowohl in den DDR-Auswahlmannschaften wie auch im heimischen Klub war er allmählich von den jungen Spielern Lothar Kurbjuweit und Konrad Weise verdrängt worden. So wurde die Saison 1972/73 für Strempel zur letzten Spielzeit in Jena. Im Alter von 29 Jahren nahm er Abschied vom Oberligafußball. In seinen sieben Jenaer Jahren hatte er für den FC Carl Zeiss 179 Pflichtspiele absolviert – 136 in der Oberliga, 19 im FDGB-Pokal, 22 im Europapokal und 2 Partien im Intertoto Cup. Insgesamt schoss Strempel, als „eisenharter Verteidiger“ charakterisiert, für die Jenaer 26 Tore.
Im Sommer 1973 ging Strempel zur gerade in die DDR-Liga aufgestiegenen BSG Chemie Schwarza. Dort war er zunächst für 18 Monate Spielertrainer und stieg am Ende der Saison 1973/74 in die drittklassige Bezirksliga ab. Ab Januar 1975 ausschließlich in der Verantwortung als Trainer schaffte er mit seiner Mannschaft den sofortigen Wiederaufstieg. In den folgenden Jahren verhalf Strempel zwei weiteren Mannschaften zum Aufstieg: 1979 der BSG Fortschritt Pößneck und 1988 der BSG Elektronik Gera jeweils in die Bezirksliga Gera. In der Saison 1983/84 betreute er den DDR-Ligisten Motor Weimar, mit dem er am Ende der Saison absteigen musste, und 1985/86 die BSG Rotasym Pößneck. Beruflich war Strempel in dieser Zeit als Sportlehrer tätig.